# Vilagarcía de Arousa
Vilagarcía de Arousa là một đô thị trong tỉnh Pontevedra, Galicia, Tây Ban Nha. Dân số khoảng 37.000 người.
- Official Vilagarcía de Arousa website Lưu trữ ngày 24 tháng 10 năm 2011 tại Wayback Machine

43°32′B 8°46′Đ / 43,533°B 8,767°Đ